# Ferrara di Monte Baldo
Ferrara di Monte Baldo es una localidad y comune italiana de 215 habitantes, ubicada en la provincia de Verona (una de las siete provincias de la región de Véneto). 

## Demografía
| Gráfica de evolución demográfica de Ferrara di Monte Baldo entre 1861 y 2001 |
|                                                                              |
| fuente ISTAT - elaboración gráfica a cargo de Wikipedia                      |